# Aegotheles tatei
Aegotheles tatei là một loài chim trong họ Aegothelidae.
Đây là loài đặc hữu của Papua New Guinea. Môi trường sống tự nhiên của nó là rừng nhiệt đới ẩm nhiệt đới hoặc cận nhiệt đới. Nó bị đe dọa do mất môi trường sống.